# 龍華院 (甲府市)
龍華院（りゅうげいん）は、山梨県甲府市上曽根に所在する寺院。曹洞宗寺院で山号は吉国山、本尊は釈迦如来。

## 立地と地理的・歴史的景観
所在する甲府市上曽根は甲府盆地の南縁に位置し、上曽根集落西方の丘陵上に立地する。中世には「曽根」と称される地で、近世には上曽根村が成立し、門前には甲斐・駿河間を結ぶ中道往還が通過する。

## 龍華院の創建と歴史
寺伝に拠れば、もとは笛吹市一宮町金沢に所在する広厳院の末寺で、前身寺院は笛吹市境川地区に所在した伝空海開創の真言宗寺院である大祥寺であるという。『甲斐国志』に拠れば、鎌倉時代に威韓が現在地に移転し再興させるが後に衰退し、戦国期に祥雲道慶が広厳院開山・雲岫宗竜（うんちゅうそうりゅう）の法嗣・桂節宗昌を招いて中興させ曹洞宗に改宗される。この時に寺号も「龍華院」に改めたという。なお、桂節門下には二世・輝山宗珠のほか大虚自円や真翁宗見（しんのうしゅうけん）がおり、同時期に当寺のほかにも中央市下三條の歓盛院や甲斐市竜王の慈照寺などの曹洞宗寺院が創建されている。
二世住職・輝山宗珠（きざんしょうじゅ）は三河国宝飯郡（愛知県豊橋市）の人で、俗姓は藤原氏。龍華院で桂節宗昌（明応5年（1496年）没）に師事し、その後継者として二世住職となる。輝山宗珠は享禄元年（1528年）に没。
四世住職・大用宗存（だいようそうぞん）は大和国高市郡の出身で、竜華院住職のほか末寺で、武田家臣・三枝氏の菩提寺である三星院（中央市木原）開山となる。なお、甲斐守護・武田信昌子息に帰雲軒宗存（きうんけんそうぞん）がおり、大用とは別人であることが指摘される。
五世住職・角雲玄鱗（かくうんげんりん）は河内領の国衆・穴山信友の弟で、駿河国の先照寺（静岡県富士宮市）の開山。角雲玄鱗は永禄8年（1565年）に武田信玄が信濃国の竜雲寺（長野県佐久市）の住職に北高全祝（ほっこうぜんしゅく）を招いた際に、永昌院（山梨市）住職の謙室大奕（けんしつだいえき）とともに北高全祝の招聘に尽力した。角雲玄鱗は元亀元年（1570年）に示寂する。

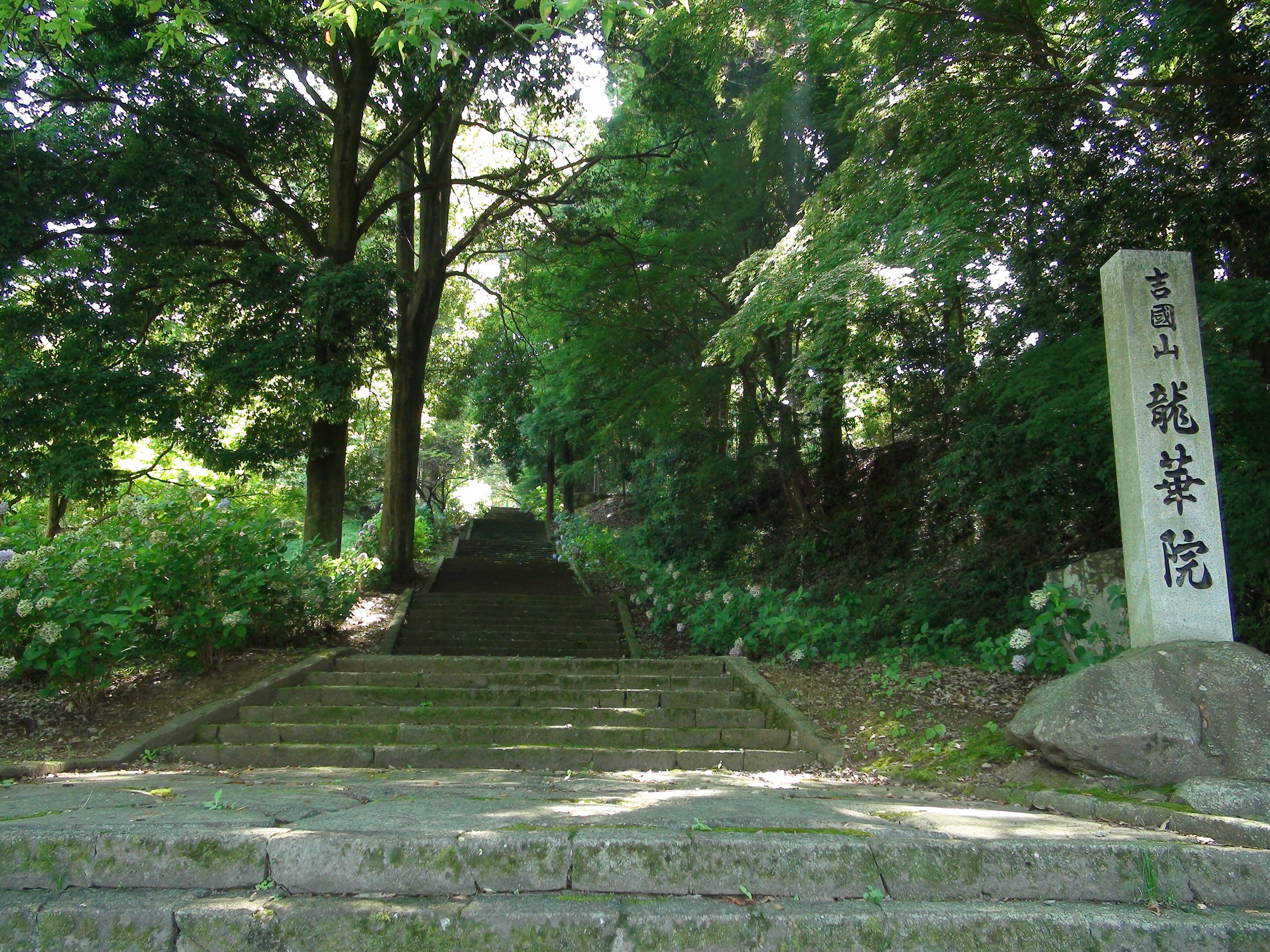
中道往還に面した参道の石段。（2012年7月撮影）

中世には中道往還が軍道として使われているが、『国志』に拠れば天正10年（1582年）3月の天正壬午の乱に際しては、中道往還から甲斐へ侵攻した徳川家康が宿所にしたといわれ、同年3月3日には家康から乱暴狼藉を禁じる禁制が出され、同年12月5日の家康判物では寺領を安堵されている（龍華院文書）。
『国志』に拠れば、近世には慶長8年（1603年）に徳川氏より寺領を寄進され、寛永19年（1642年）にも将軍家光から寺領を寄進され朱印地となったという。
寺宝として伝小野道風筆の般若心経（『国志』では吉備真備筆としている）が伝わるほか、穴山信君の叔父にあたる五世角雲玄麟生母（『国志』に拠る）あるいは信君室のもの（『寺記』に拠る）とされる「竜華院殿喜栄椿公大姉」の位牌が伝わっている。
江戸時代の享保年間には甲府藩主・柳沢吉里により、中院通躬（なかのいん みちみ）ら京都の公家8名が甲斐の名所を和歌に詠み、これを甲斐八景とした。甲斐八景には「龍華水月」と題した武者小路実陰の歌「名にしおはゝ峰なる秋の月やしるその暁の花のひかりも」がある。宝暦2年（1752年）成立の『裏見寒話』では、「竜華秋月」が詠んだ場所を竜華院に比定している。